# 키시모토 세이시
키시모토 세이시(일본어: 岸本 聖史 기시모토 세이시[*]), 1974년 11월 8일 ~ )는 일본의 만화가이다. 오카야마현 가쓰타군 나기정 출신으로, 만화가 기시모토 마사시와는 쌍둥이로 마사시가 형, 세이시가 동생이다.

## 약력
고등학교 졸업 후 운송회사 근무를 거쳐, 2001년, 단편 작품 「TRIGGER」로 「간간 파워드」 (ガンガンパワード) 에서 데뷔했다.
- 유도의 유단자이다.
- 기혼자이고 자녀도 있다.[1]
- 데뷔 초기의 그림체는 형 키시모토 마사시와 비슷했지만 현재는 큰 차이를 보인다.
- 데뷔작 「TRIGGER」가  「간간 파워드」 (ガンガンパワード) 에 게재되었을 때、모지 활약중인 형을 넘어라!! (「某誌活躍中の兄貴を超えろ!!」) 라고 파란 문구를 써서 다른 신인은 "○○선생님"으로 표기된 반면, 한 사람만 "키시모토군"으로 불렸다.
- 작품에 쌍둥이 형제로 태어난 콤플렉스를 도입하기도 한다.
- 플레이스테이션 2와 게임 큐브 등의 콘솔 게임기가 있으며, 작중 흡연을 그만둔 모습을 보였다.
- 장마철에 지네가 많이 나온다고.
- 666 사탄 연재 1년 도중 꼬리뼈에 염좌가 생겨 전기 치료를 받았다.
- 만화를 연재할 때 시작 부분이나 끝 부분에 4컷 논픽션 만화를 업로드한다.
- 성인식 당시 입었던 양복이 기름과 눈으로 얼룩덜룩했던 에피소드가 있다.
- 머리를 드라이하던 도중 파리 시체가 드라이기에 들어가 머리를 다시 감았다...
- 콜라를 간장으로 착각해 먹다 뱉었다.
- 카와부치 히로시 탐험대를 즐겨 봤으며, 중학교 재학 시절 당시 영어 선생님의 바지가 찢어진 에피소드가 있다.
- 포카리 스웨트 분말 가루를 먹고 수박즙이라고 표현했다.
- 고교 재학 시절 유도 연습 도중 자신의 왼손 가운데 손가락의 손톱이 뿌리부터 벗겨진 것을 보고 마츠다 유사쿠 (원피스의 쿠잔, 아오키지의 모티브)의 순직 씬이라고 표현했다.
- 어느 축제에서 키우며 아끼던 병아리가 성체가 되어 오야코동이 되자 눈물을 흘리는 모습을 에피소드로 남겼다.
- 재학 당시 복도에서 뛰다가 선생님을 어머니로 착각했다.
- 초등학교 재학 시절 가족끼리 쇼핑을 갔을 때, 어머니가 마리오 카트의 바나나 껍질 아이템처럼 껍질을 밟고 넘어진 에피소드가 있다.
- 오카야마 공항에서 비행기를 타던 도중 화장실에서 변기에 똥을 쌌는데, 티켓을 포함한 지갑이 들어가 곤혹을 치루었다.
- 운송회사 근무 당시 손님의 전표와 행선지에 이름을 쓰는 과정에서 한자를 잘못 표기했다.
- 초등학교 재학 당시 수영 경기에서 다이빙을 평소보다 과격하게 해 풀장 밑바닥까지 추락하여 이마와 몸에 찰과상을 입었다.
- 유치원 때 할머니의 영향으로 차례대로 나와 노래를 부르는 수업에서 군가를 불렀다.
- 만화 업무 도중 수면부족으로 지진을 착각했다.
- 새장에서 잉꼬를 키웠다가 잉꼬를 먹은 뱀을 발견했다.
- 울트라맨을 진정한 히어로라고 표현하는 등 울트라맨의 광팬이다.
- 스테레오 TV 모서리에 머리를 박아 오른쪽 눈썹 부분에 빗금 (/) 모양으로 흉터가 생겼다.

## 작품 목록

### 연재
- 666 사탄 (월간 소년 간간, 스퀘어 에닉스, 전 19권)
- 블레이저 드라이브 (월간 소년 라이벌, 고단샤, 전 9권)
- 붉은 늑대와 족쇄양 (紅の狼と足枷の羊) (월간 소년 라이벌,  고단샤, 전 4권)
- 조태도 09 (助太刀09) (월간 소년 간간, 간간 온라인, 스퀘어 에닉스, 전5권)
- 매드 키메라 월드 (マッドキメラワールド) (월간 모닝 Two, 고단샤, 전 4권)
- 몬스터 의사 (モンスターの医者) (망가 박스, 2021년 12월 4일[2] ~ 연재 중）

### 완결
- TRIGGER (간간 파워드, 스퀘어 에닉스, 666 사탄 6권에 수록, 데뷔작)
- 천주3 (天誅3) (월간 소년 간간, 스퀘어 에닉스, 전후편 게재)
- 트라이블 (トライバル) (코믹 봉봉, 고단샤)
- 12시의 종이 울린다 (12時の鐘が鳴る) (ARIA, 고단샤)

## 같이 보기
- 나루토
- 키시모토 마사시